# Burg Fluhenstein
Die unter Denkmalschutz stehende Ruine der Burg Fluhenstein liegt am südlichen Ortsrand von Berghofen (Stadt Sonthofen, Landkreis Oberallgäu, Deutschland) am Hang eines Höhenrückens. Die ehemals stattliche Burganlage befindet sich in einem desolaten Zustand und kann nur von außen besichtigt werden.

## Geschichte

### Die Burg der Heimenhofener

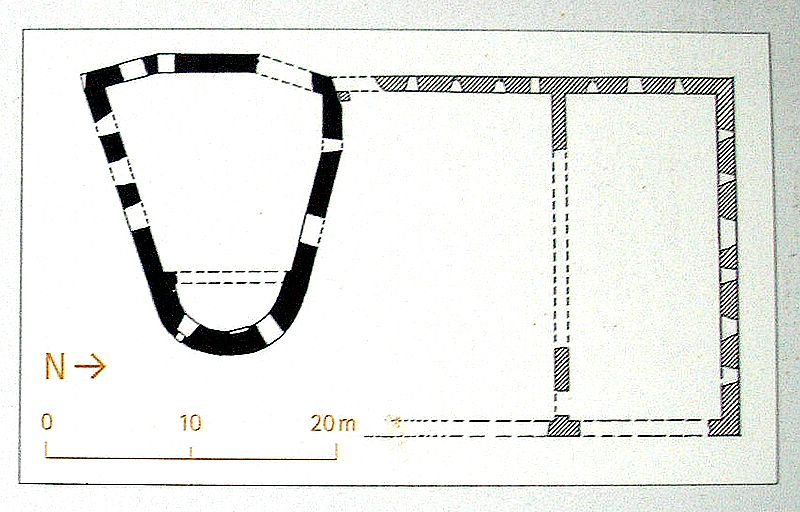
Grundriss auf der Infotafel vor der Burg

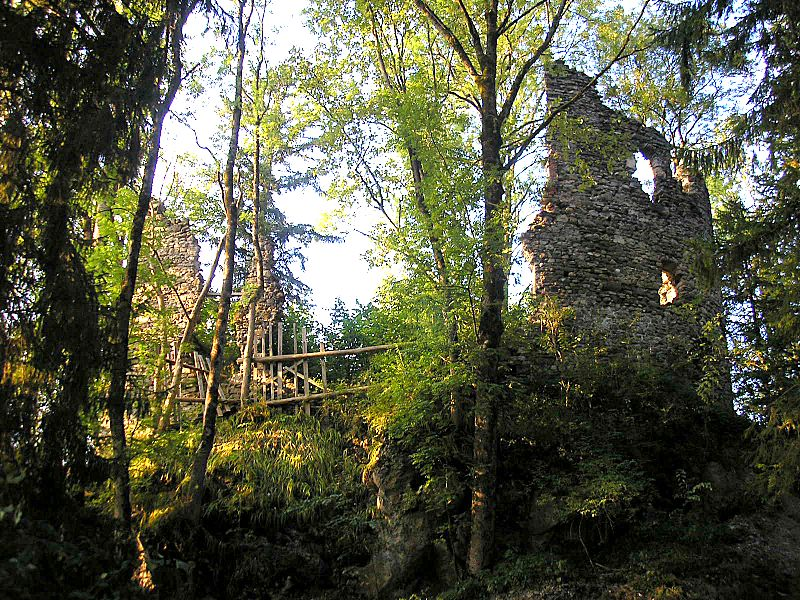
Die Südseite des älteren Burgteiles

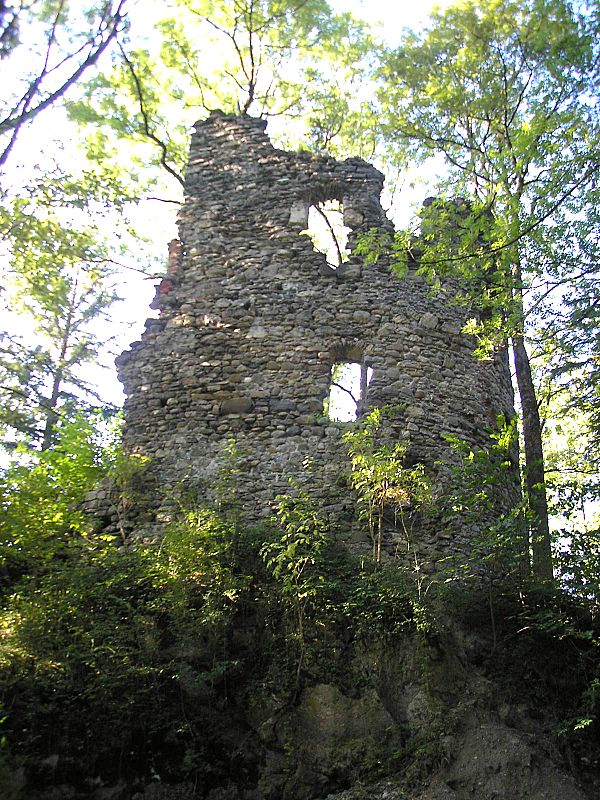
Der Wohnturm von Osten

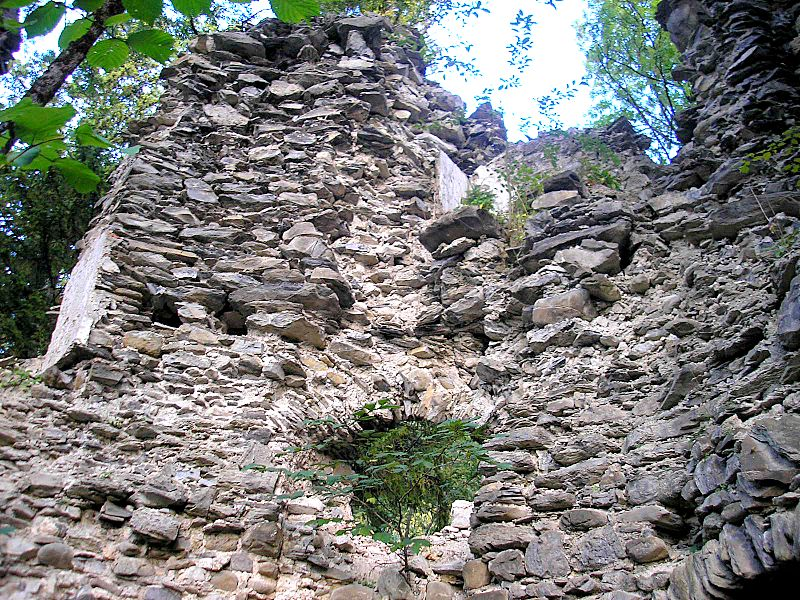
Der Wohnturm, Innenansicht

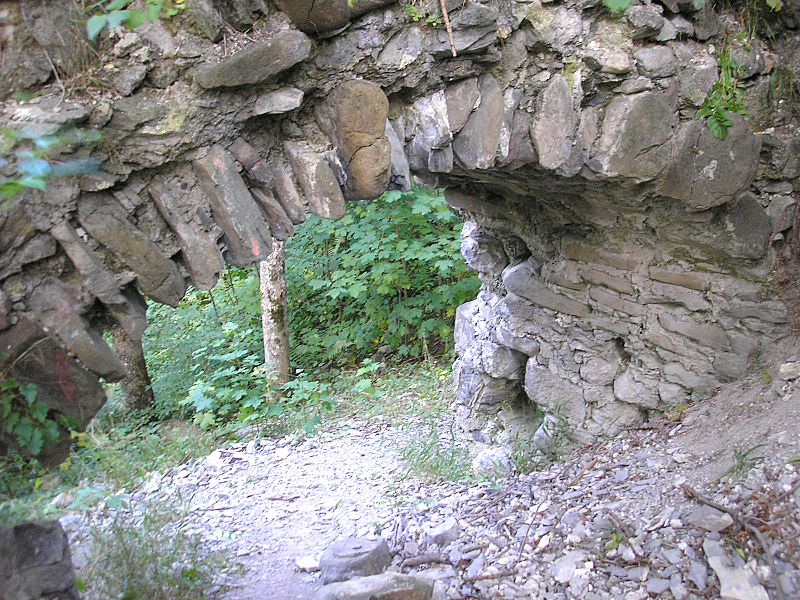
Das Tor des älteren Burgteiles (Innenseite)

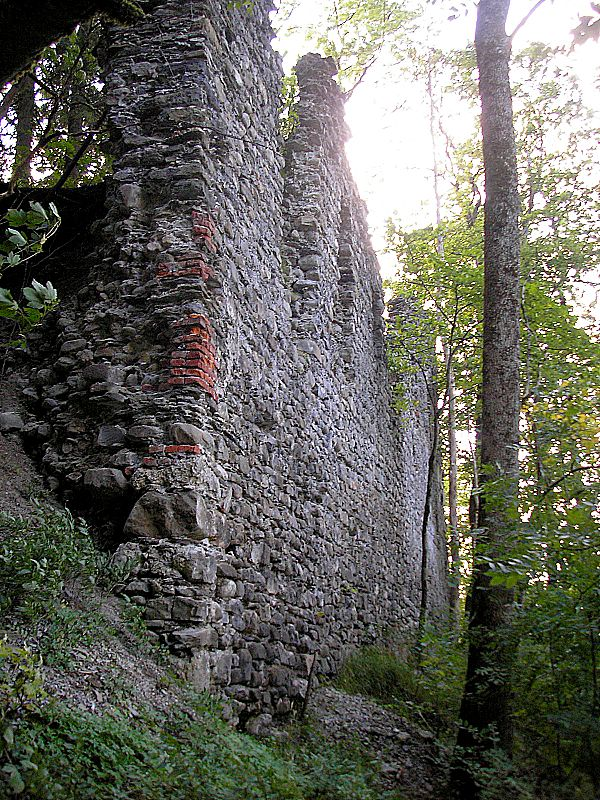
Der jüngere Nordflügel (Nordwand)

1361 teilten die Brüder Marquard und Oswald von Heimenhofen ihren gemeinsamen Besitz auf. Marquard behielt die Herrschaft Burgberg mit der gleichnamigen Burg der Heimenhofener. Sein Bruder Oswald erwarb im Folgejahr die Herrschaft Berghofen vom Abt des Stiftes Kempten. Abt Berthold von Langenegg hatte den Besitz kurz zuvor vom kinderlosen Heinrich von Berghofen gekauft.
Die Herren von Berghofen waren Dienstleute des Stiftes Kempten und saßen ursprünglich auf einer kleinen Burg östlich des Ortes (Burgstall Berghofen). Heinrich von Berghofen hatte seinen Stammsitz wohl bereits einige Jahre vor dem Verkauf verlassen und wohnte auf seinem Sedelhof.
Der neue Besitzer Oswald von Heimenhofen verlegte den Burgsitz auf eine Felskuppe am Hang des „Walten“, eines Vorberges der Allgäuer Alpen. Die Veste bestand ursprünglich im Wesentlichen aus einem halbrunden Wohnturm mit einem geräumigen westlichen Anbau über trapezförmigem Grundriss.
Der Burgherr erweiterte seinen Besitz in den nächsten Jahren systematisch durch den Zukauf einer Mühle und zweier Meierhöfe. Sein Sohn Berthold stand 1398 im Dienst der Herzöge von Bayern.
1413 erwarben die Brüder Berthold und Ulrich die Herrschaft Hohentann und teilten den Gesamtbesitz unter sich auf. Ulrich von Heimenhofen blieb auf Fluhenstein, sein Bruder begründete in Hohentann einen neuen Familienzweig. Die beiden Edelherren werden in den Quellen als „schlechte Haushalter“ bezeichnet, die sich hoch verschulden mussten.
Bertholds Sohn Erkinger musste seinen Anteil an der Herrschaft Fluhenstein 1440 gar an den Augsburger Bischof Peter von Schaumberg verkaufen. Als Kaufpreis sind 9225 fl. überliefert.
Vier Jahre später besetzten Truppen des Hochstiftes Augsburg die wenig wehrhafte Burg. Ulrich und Hans von Heimenhofen hatten den bischöflichen Leibeigenen Andreas Funk erschlagen. Ulrich wurde als Gefangener nach Füssen überführt und erst wieder freigelassen, nachdem sein Vater Ulrich d. Ä. und seine Brüder Hans und Jörg Urfehde geschworen hatten.
Ab 1462 lag Ulrich d. J. von Heimenhofen mit der Reichsstadt Kempten in Fehde. Der Heimenhofener wollte die Anteile der Reichsstadt an seiner Herrschaft unter seine Gerichtsbarkeit zwingen. Das Bistum Augsburg und Graf Hugo von Montfort zu Rothenfels stellten sich auf die Seite der Stadt und belagerten 1463 den Fluhenstein. Nach der Eroberung nahm man den Burgherren in Kempten in Arrest. 1464 befahl der Erzherzog von Österreich jedoch die Aussöhnung der streitenden Parteien in Bregenz.

### Die Amtsburg des Hochstiftes Augsburg
Die jahrzehntelange Überschuldung der Herrschaft zwang Jörg d. Ä. 1477 zum Verkauf der Burg an das Hochstift Augsburg. Seiner Familie blieb nur ein Haus in Sonthofen als Wohnsitz.
1508 und 1511 verlor die Familie ihre letzten ererbten Besitzungen an das Stift Kempten. Die Fluhensteiner Linie der Herren von Heimenhofen fiel sogar in den Bürger- bzw. Bauernstand zurück. Jörg von Heimenhofen wurde seitdem nur noch Jörg Heimenhofer genannt. Sein Bruder Kleinhans heiratete die Leibeigene Anna Mutzin. Die Kinder des Paares verfielen deshalb der Leibeigenschaft.
Die Burg Fluhenstein wurde fortan von Amtsleuten des Hochstiftes Augsburg verwaltet. Um 1500 begann man mit der Erweiterung der Veste um den Nordflügel. Die neue Burgkapelle St. Alexius konnte bereits 1501 eingeweiht werden.
Während des Deutschen Bauernkrieges plünderten die Aufständischen 1525 die Burg. Der Landammann Hans Nachtrueb konnte nach Dillingen an der Donau entkommen, verlor aber seinen gesamten Hausrat und seine Getreidevorräte.
1540 verweigerte der Leibeigene Jakob Heimenhofer die Abgabe der Leibsteuer und der Fastnachtshenne an das Hochstift. Daraufhin wurde er auf der Burg seiner ritterlichen Vorfahren eingekerkert und erst nach der Anerkennung seiner Verpflichtungen wieder freigelassen.
1546 besetzten die Truppen des Schwäbischen Bundes die Veste. Während des Allgäuer Bauernaufstandes zogen 1607 die Rettenberger Bauern vor die Burg, gruben der Besatzung das Wasser ab und nahmen einige Landsknechte gefangen, die das Hochstift zur Verteidigung der Burg entsandt hatte. Die Truppen des Hochstifts konnten den Fluhenstein jedoch kurz darauf wieder zurückerobern.
1633 wurde die Anlage während des Dreißigjährigen Krieges nochmals durch schwedische Soldaten ausgeplündert, die auch den Landammann Alexander Straub schwer misshandelten.
Bis 1769 diente die Veste noch als Amtssitz der Augsburger Landammänner. Erhaltene Baurechnungen künden von zahlreichen Reparaturen und Umbauten, die nicht zuletzt aus den Zerstörungen durch die Kriegshandlungen resultierten. Als letzter Amman des Hochstiftes saß Johann Georg Birk ab 1761 auf Fluhenstein.
Birks Nachfolger bezogen das 1945 zerstörte Pfleghaus in Sonthofen. Die nunmehr nicht mehr benötigte Burg wurde 1808 nach der Säkularisation des Hochstiftes vom bayerischen Königreich auf Abbruch an einen Bauern verkauft. Noch heute befindet sich die Ruine in Privatbesitz.

## Beschreibung

### Älterer Burgteil
Die Höhenburg liegt wehrtechnisch ungünstig auf einem kleinen Felskopf über dem Westfuß des „Walten“. Die Veste konnte leicht von einer über ihr liegenden Geländezunge beschossen werden. Im Osten trennt ein teilweise aus dem Fels geschlagener Halsgraben die Anlage vom Berghang. Im Süden ist dieser Graben nur etwa anderthalb Meter tief.
Im Süden des Felsstockes erheben sich die Reste der älteren Burg der Heimenhofener. Der Wohnturm ragt noch nahezu in der ursprünglichen Höhe auf. Die nach Westen anschließenden Umfassungsmauern sind im 20. Jahrhundert weitgehend abgegangen. Größere Mauerteile stehen nur noch im Norden und Westen aufrecht. Im Kunstdenkmälerinventar von 1964 ist eine undatierte Fotografie der Burg wiedergegeben, auf der die Südwand noch bis zum ersten Obergeschoss erhalten ist. Das Erdgeschoss wurde von zwei großen Rundbogenöffnungen durchbrochen. Im Obergeschoss sind vier Fenster zu erkennen.
Das Mauerwerk besteht aus Roll- und Bruchsteinen. Teilweise wechseln sich Lagen aus größeren Rollsteinen (meist Sandstein) mit Lagen aus plattigen Bruchsteinen mit kleinen Rollsteinen ab. In den erhaltenen Fenstergewänden sind manchmal Ziegelausflickungen zu erkennen.
Der halbrunde Wohnturm wurde durch eine Quermauer abgetrennt, die sich nur als Maueransatz erhalten hat.
Das Burgtor in der Nordwand ist teilweise verschüttet, aber in seiner Substanz noch gut erhalten. Nebenan sind noch größere Reste des originalen Außenputzes zu sehen.

### Die Erweiterung um 1500
Der unter dem Hochstift Augsburg entstandene Nordflügel war durch im Westen erhaltene Mauern mit der Hauptburg verbunden. Der Zugang zur Gesamtanlage erfolgte von Osten über einen Steg. Das Tor lag in einem vorspringenden Torbau, der vollständig abgegangen ist. Der nach Norden anschließende Mauerzug stand um 1936 noch teilweise aufrecht. (Postkarte, Privatbesitz). Am besten erhalten ist die noch etwa zehn Meter hohe Nordfront des Nordflügels.
Die am Anfang des 16. Jahrhunderts errichteten Burgteile wurden aus minderwertigem Schieferbruchstein aufgemauert und befinden sich in einem bedenklichen Zustand. Der Nordflügel dürfte ehemals mit seinen Zinnengiebeln an das Hohe Schloss in Füssen erinnert haben, das etwa gleichzeitig ausgebaut wurde.
Die kleine Burgkapelle St. Alexius befand sich angeblich im ersten Obergeschoss des Nordflügels. Die exakte Lage des 1501 durch Bischof Friedrich von Hohenzollern geweihten Sakralraumes ist nicht mehr feststellbar.
Der Zutritt zur Burg wurde wegen der akuten Einsturzgefahr gesperrt. Allerdings verhindert nur ein niedriger Stacheldrahtzaun den Zutritt zur nur etwa fünf Gehminuten über einem Kinderspielplatz gelegenen Burgruine. Schon wegen der Nähe zu den Wohngebieten des Sonthofer Stadtteiles Berghofen wäre eine Sicherung der Ruinenreste dringend geboten. Zudem könnte so eine der bedeutendsten Burganlagen des Oberallgäus längerfristig erhalten werden, deren Totalverlust sonst in den nächsten Jahrzehnten zu befürchten ist.
2007/08 wurde im Zuge des Ausbaues der „Burgenregion Allgäu“ eine moderne Informationstafel vor dem Halsgraben aufgestellt, auf der auch einige historische Ansichten und moderne Rekonstruktionen der Burganlage wiedergegeben werden.
Über Burg Fluhenstein haben sich einige Sagen überliefert.